# Roseland (penisola)
La penisola (di) Roseland (in inglese: Roseland Peninsula; in cornico: Ros) o semplicemente Roseland è una penisola della costa meridionale della Cornovaglia, nel sud-ovest dell'Inghilterra.

## Etimologia
Il nome della penisola deriva dal termine in lingua cornica ros, che significa "promontorio".

## Geografia

### Collocazione
La penisola, affacciata sul canale della Manica, è situata ad est di Falmouth.
Ad ovest è bagnata dalle Carrick Roads e ad est dalla Baia di Gerrans e dalla Baia di Gerrans.

### Villaggi

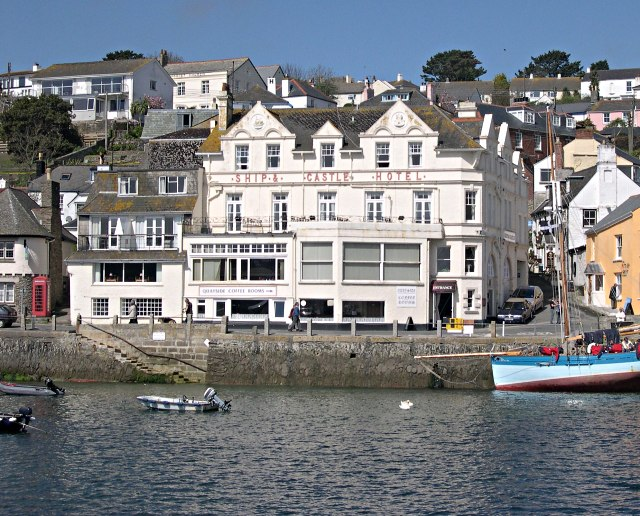
Il porticciolo di St Mawes, nella penisola di Roseland

Si trovano nella penisola di Roseland i seguenti villaggi:
- Bohortha
- Carne
- Creed
- Cuby
- Gerrans
- Gorran Haven
- Grampound
- Mevagissey
- Pendower
- Philleigh
- Portholland
- Portloe
- Portscatho
- Probus
- Ruan Lanihorne
- St Ewe
- St Just-in-Roseland
- St Mawes
- Tregony (chiamato "la porta d'accesso alla penisola"[6])
- Veryan

### Fiumi
- Fiume Ruan[6]

## Edifici e luoghi d'interesse
- Case rotonde di Veryan[3]
- Castello di St Mawes[3][7]
- Chiesa di St Just-in-Roseland[3]
- Faro di St Anthony[3]
- Lost Gardens of Heligan[3]
- Porthbeor Beach[6]

## Trasporti
La penisola è raggiungibile anche via traghetto da Trellisick.